# 함양 법인사 감로왕도
함양 법인사 감로왕도(咸陽 法印寺 甘露王圖)는 대한민국 경상남도 함양군 법인사에 있는 조선시대의 탱화이다. 2011년 12월 23일 대한민국의 보물 제1731호로 지정되었다.

## 개요
이 감로왕도는 화기에 의하면 원래 안국암에 봉안하기 위하여 함양군 금대암에서 제작되었다.
화면의 구성은 상부에 칠여래, 인로왕보살, 관음·지장보살을, 중심부에는 재단(齋壇), 아귀, 법회를 주관하는 작법승, 참여하는 후손들이, 그리고 하단에는 산불, 호랑이, 홍수 등 사람들이 죽는 다양한 모습이 표현되어 있는 등, 18세기의 일반적인 감로왕도 도상의 범주에 속하고 있다.
얼굴을 비롯한 몸체의 윤곽선과 의복 등의 묘선이 매우 섬세하며, 적색과 녹색을 중심으로 한 비교적 엷은 부채법과 잘 어울려 화면전체에서 부드러운 화취가 느껴진다. 더구나 칠여래 아래의 소극적인 나무 표현, 표정이 없는 듯한 아귀의 묘사 등에서 볼 수 있듯이 주제에 걸 맞는 강한 인상은 주지 못하고 있다. 그러나 먹으로 표현한 영혼의 형상이 매우 사실적이고 생동감이 있다.
이 그림은 화면 아래의 화기에 의하면 1726년에 채인(彩仁), (일민)日敏, 태현(太玄) 등 세 화사에 의하여 제작되었으며, 이들은 18세기 전반 지리산을 중심으로 전라도와 경상도 일대에서 활동하던 의겸(義謙)의 화업에도 참여하였다. 수화승인 채인은 운흥사 감로왕도(1730, 경상남도 유형문화재 제356호) 제작에도 참여하였기 때문인지 양자는 도상적으로 매우 유사하다. 현존 감로왕도 가운데 제작시기가 비교적 이르고, 당시의 화풍을 잘 전해주고 있는 작품이다.

## 같이 보기
- 법인사
- 고성운흥사감로탱화 - 경상남도 유형문화재 제356호

## 참고 자료
- 함양 법인사 감로왕도 - 국가유산청 국가유산포털